# Chi Cá thu
Chi Cá thu (Danh pháp khoa học: Scomber) là một chi gồm những loài cá thu đại dương ở trong họ Cá thu ngừ Scombridae. Bốn loài cá thu cùng với ba loài cá thu trong chi Rastrelliger bao gồm các bộ Scombrini được gọi chung là "cá thu thực sự".

## Các loài
- Scomber australasicus Cuvier, 1832: Cá thu ảo hay cá thu đao, cá thu kim
- Scomber colias Gmelin, 1789: Cá thu Nhật Đại Tây Dương
- Scomber japonicus, Houttuyn, 1782: Cá thu Nhật hay còn gọi là Cá sa ba
- Scomber scombrus Linnaeus, 1758: Cá thu Đại Tây Dương